# Planchonella thyrsoidea
Planchonella thyrsoidea là một loài thực vật có hoa trong họ Hồng xiêm. Loài này được C.T.White miêu tả khoa học đầu tiên năm 1950.